# 1944 a légi közlekedésben
Ez a lista az 1944-es év légi közlekedéssel kapcsolatos eseményeit tartalmazza.

## Események

### október
- október 10. – Hans Wunderlich pilóta gépe, egy Messerschmitt Bf 109-es típusú vadászgép egy mocsaras területre zuhan a dán  Birkelse repülőtér közelében.[1][2]